# Echinoderes koreanus
Echinoderes koreanus är en djurart som tillhör fylumet pansarmaskar, och som beskrevs av Andrej V. Adrianov 1999.
Echinoderes koreanus ingår i släktet Echinoderes och familjen Echinoderidae. Inga underarter finns listade i Catalogue of Life.